# Chiesa di San Leo (Firenze)
La chiesa di San Leo è stata un antico edificio religioso del centro storico di Firenze, che sorgeva sulla piazza dei Brunelleschi, in angolo tra la via dei Naccaioli (oggi via de' Brunelleschi) e il vicolo degli Arrigucci, e venne distrutta nel 1901 all'epoca del risanamento del Mercato Vecchio.

## Storia

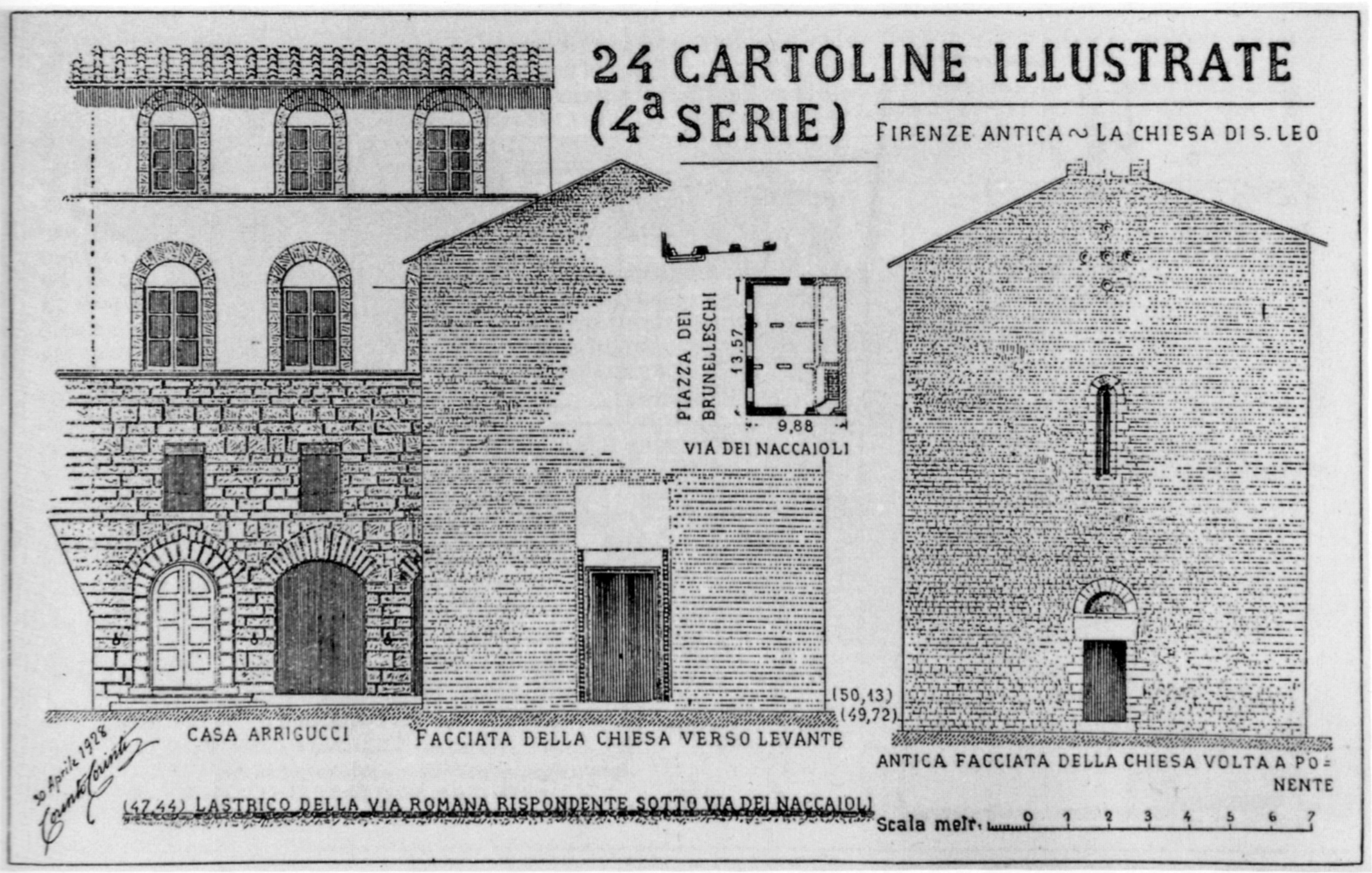
San Leo e le sue due facciate in una cartolina di Corinto Corinti

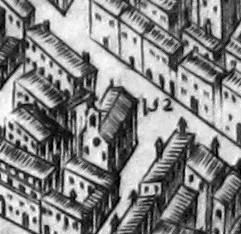
La chiesa nella pianta del Buonsignori. A sinistra si vede il palazzo Brunelleschi Arrigucci

La chiesa, dedicata a san Leone I papa corrotto in "san Leo", è ricordata nel Codice Bullettone nel 1013, in un documento del Capitolo fiorentino datato 1051, in una carta del 1233 che specifica i confini tra la sua parrocchia e quella di Santa Maria Maggiore, e infine nel 1275, nell'elenco delle primitive trentasei parrocchie di Firenze della "cerchia antica". La pià antica illustrazione che la riguarda è nel Codice Rustici, della metà del Quattrocento.
La chiesa era originariamente patronata dai Brunelleschi, che nella zona possedevano case, torri e una loggia. Venne detta anche "dei Rigattieri" o "fra' Ferrivecchi", commercianti che numerose botteghe avevano in quella zona, e "del Vescovo", perché nelle vicine case degli Arrigucci sostavano i vescovi fiesolani di passaggio prima che avessero in Firenze la parrocchia di Santa Maria in Campo.
Nel 1629 fu riconfermata come parrocchia, ma nel 1785 fu soppressa e sconsacrata da Pietro Leopoldo, quindi divisa da due tramezzi e ridotta a civile abitazione
Nel 1795 la chiesa venne soppressa e trasformata in un'anonima residenza privata: così la si vede in un paio di foto di via dei Naccaioli poco prima della distruzione. Durante le demolizioni (dal 1991) fu studiata da Corinto Corinti, e i due portali che vennero rinvenuto ricoverati nel museo di San Marco, insieme a qualche altro frammento lapideo. Su questo sito sorge oggi il palazzo Pola e Todescan (1901-1903).

## Descrizione

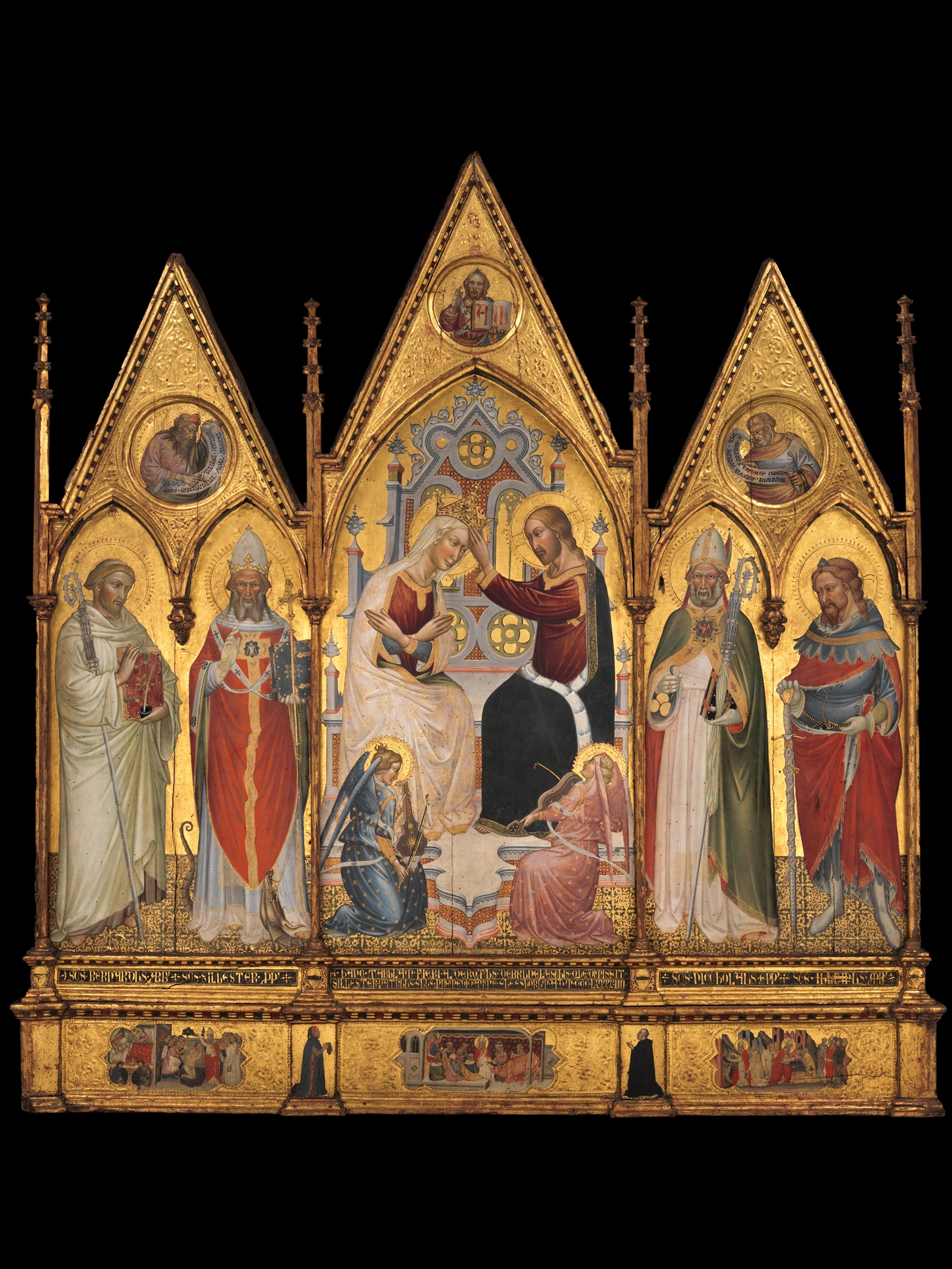
Il trittico dell'altare destro, oggi al Metropolitan Museum di New York

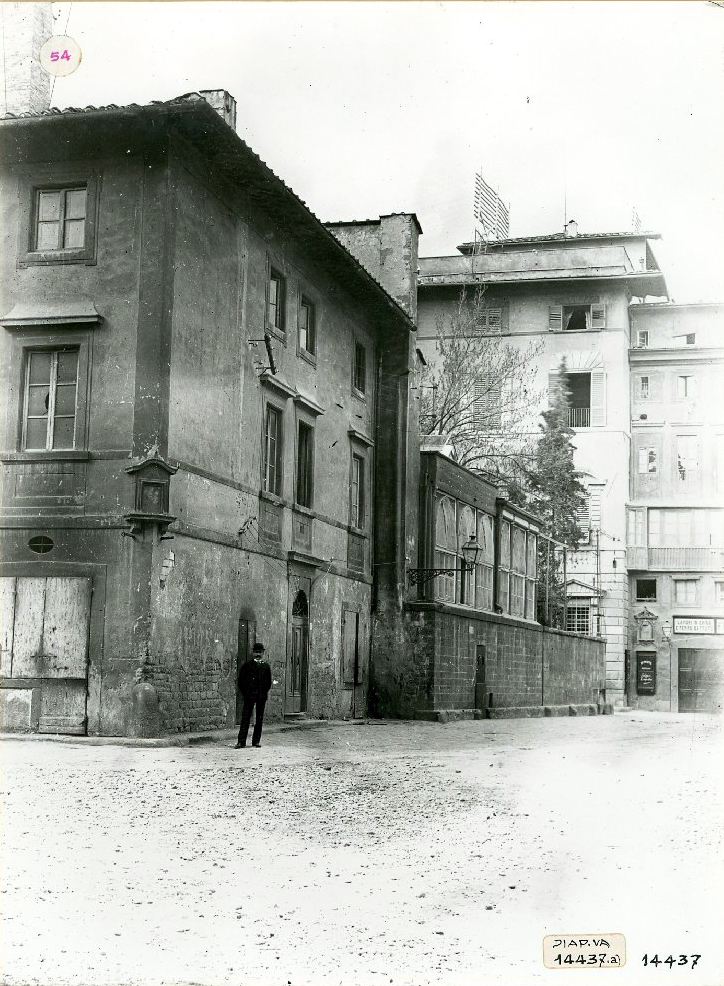
Civile abitazione (a sinistra) ricavata nella chiesa di San Leo in una foto di via dei Naccaioli poco prima delle demolizioni

La struttura della chiesa era semplice, a una corta navata, con facciata a capanna e abside rivolta a ovest, quindi su via dei Naccaioli e la fiancata sulla piazza, anche se le indagini archeologiche effettuate al tempo della demolizione suggeriscono che originariamente fosse orientata sul lato opposto, con l'altare tipicamente a oriente. La porta principale infatti era piuttosto semplice con gli stipiti in pietra serena, spessa rchitrave e arco cieco in pietra di macigno, ma sul lato posteriore, afferente a un vano trasformato forse in canonica o in sagrestia, era più elaborata, con un architrave profilata da frammenti di un opus sectile a losanghe bozze bianche e nere, in marmo apuano e in serpentino di Prato, che rimanda allo stile del romanico fiorentino. Al secondo orientamento sembra riferirsi l'illustrazione sul Codice Rustici, dove si vede la chiesa appoggiata a un muro a destra. Questi due portali sono stati salvati da Guido Carocci e si trovano oggi murati in una parete presso il cortile dei Celestini nel Museo di San Marco. Inoltre, sul lato adiacente la piazza, doveva avere un portale laterale più semplice, una finestrella e un paramento in filaretto, che fu riscoperto al tempo della demolizione. Il Carocci, attingendo a una fonte non meglio precisata, ricordò come il portale della chiesa fosse decorato da due leoni marmorei (alludenti anche al nome del santo), che erano soliti essere decorati a spese degli Arrigucci con ghirlande e corone il giorno del 10 novembre, festa del santo. Tuttavia di tali statue non c'è traccia nel codice Rustici, né furono rinvenuto durante gli scavi. Inoltre la facciata aveva un oculo decorato da una vetrata con lo stemma dei Brunelleschi, e un rilievo con due colombe nell'atto di bere, antico simbolo paleocristiano. Nella pianta del Buonsignori si vede anche un campanile a vela sul retro. Dopo la soppressione e riduzione a civile abitazione, la cantonata della chiesa su via dei Naccaioli fu decorata da un tabernacolo a capanna, probabilmente ligneo, che si vede nelle fotografie, ma che non fu conservato.
All'interno, secondo un documento citato da Del Migliore, la cappella maggiore era patrocinata dal Popolo fiorentino, che eleggeva anche i rettori della chiesa e provvedeva alla sua conservazione almeno dal 1349. L'altare era decorato da una Madonna col Bambino e santi, tra cui san Leone, attualmente dispersa.
L'altare laterale destro apparteneva ai Brunelleschi almeno dal 1233, quando è ricordato in un documento su Ghiandone de' Brunelleschi. Sia Rosselli che Richa ricorano qui una tavola che, pure con qualche discrepanza nella descrizione del soggetto, era datata sulla cornice 1394, dove si riportava anche il nome del committente. È stata identificata col trittico attribuito a Giovanni di Tano Fei nel Metropolitan Museum, già in collezione Lehman e uscito da Firenze verso il 1825. Vi è rappresentata l''Incoronazione della Vergine tra angeli musicanti e i santi Bernardo di Chiaravalle, Silvestro papa, Nicola e Giuliano, oltre alla predella con Storie di san Silvestro e due committenti inginocchiati, Alderotto di Bernardo Brunelleschi e un prelato, forse suo fratello. Bernardo sarebbe stato il patrono del padre del committente, Silvestro il titolare della cappella, mentre Nicola e Giuliano sarebbero protettori dei locandieri, attività del committente: il primo aveva compiuto il miracolo di salvare tre giovani uccisi da un oste corrotto, il secondo era patrono dell'Arte degli Albergatori. Anche la data incisa del 9 novembre ricorderebbe simbolicamente il miracolo della fondazione della basilica di Santa Maria Maggiore, a Roma, ad opera di papa Silvestro.
L'altare laterale di sinistra, dedicato alla Natività, era stato consacrato nel 1485 col patronato di Leonardo Boni e decorato da un affresco tradizionalmente riferito al Ghirlandaio, pure disperso. Lo stemma della famiglia si vedeva nella mostra d'altare e nel paliotto settecenteschi, fatti apporre da Giovanni Boni, assieme a quello di sua moglie Argentina de' Bardi. Estintasi la famiglia in quel periodo, il patronato passò ai Michelozzi e ai Minerbetti.
Altri frammenti provenienti dalla chiesa sono la mostra di un tabernacolo, oggi rimontata dentro il palazzo di Parte Guelfa, e un frammento di una mostra di nicchia in marmo, databile al primo Quattrocento, nel lapidario del Museo di San Marco.

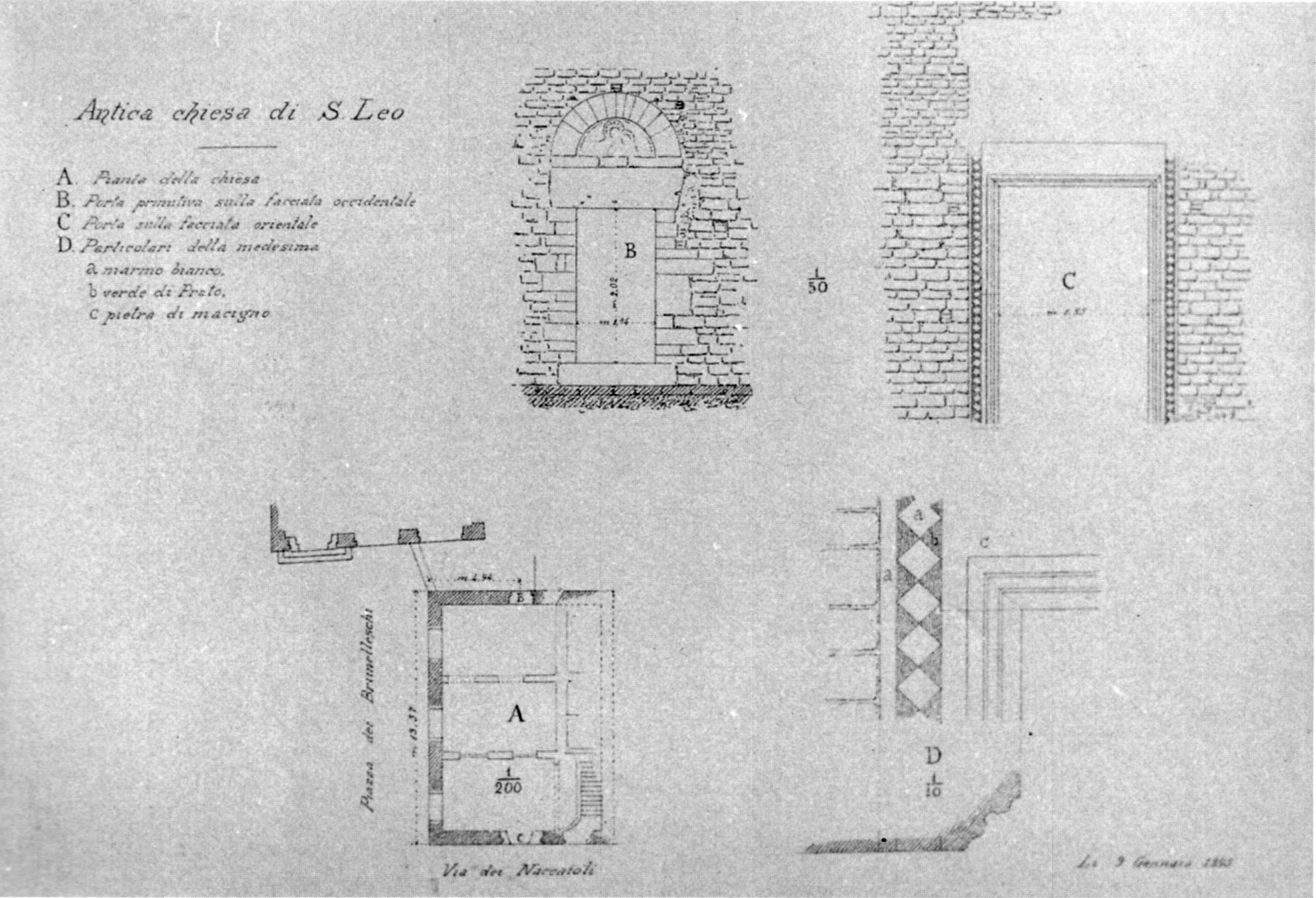
Rilievo del portale di San Leo effettuata dalla Commissione Storico Artistica prima delle demolizioni
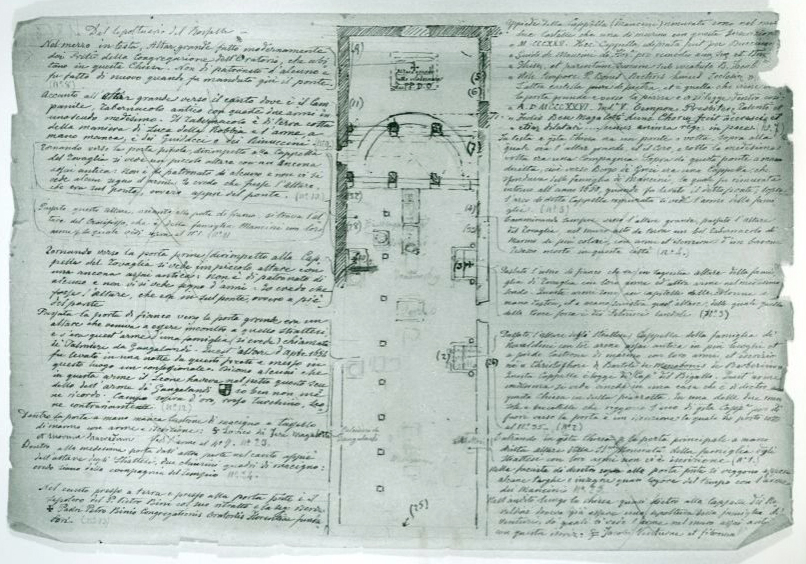
Sepoltuario di San Leo, come rilevato dagli scavi ottocenteschi
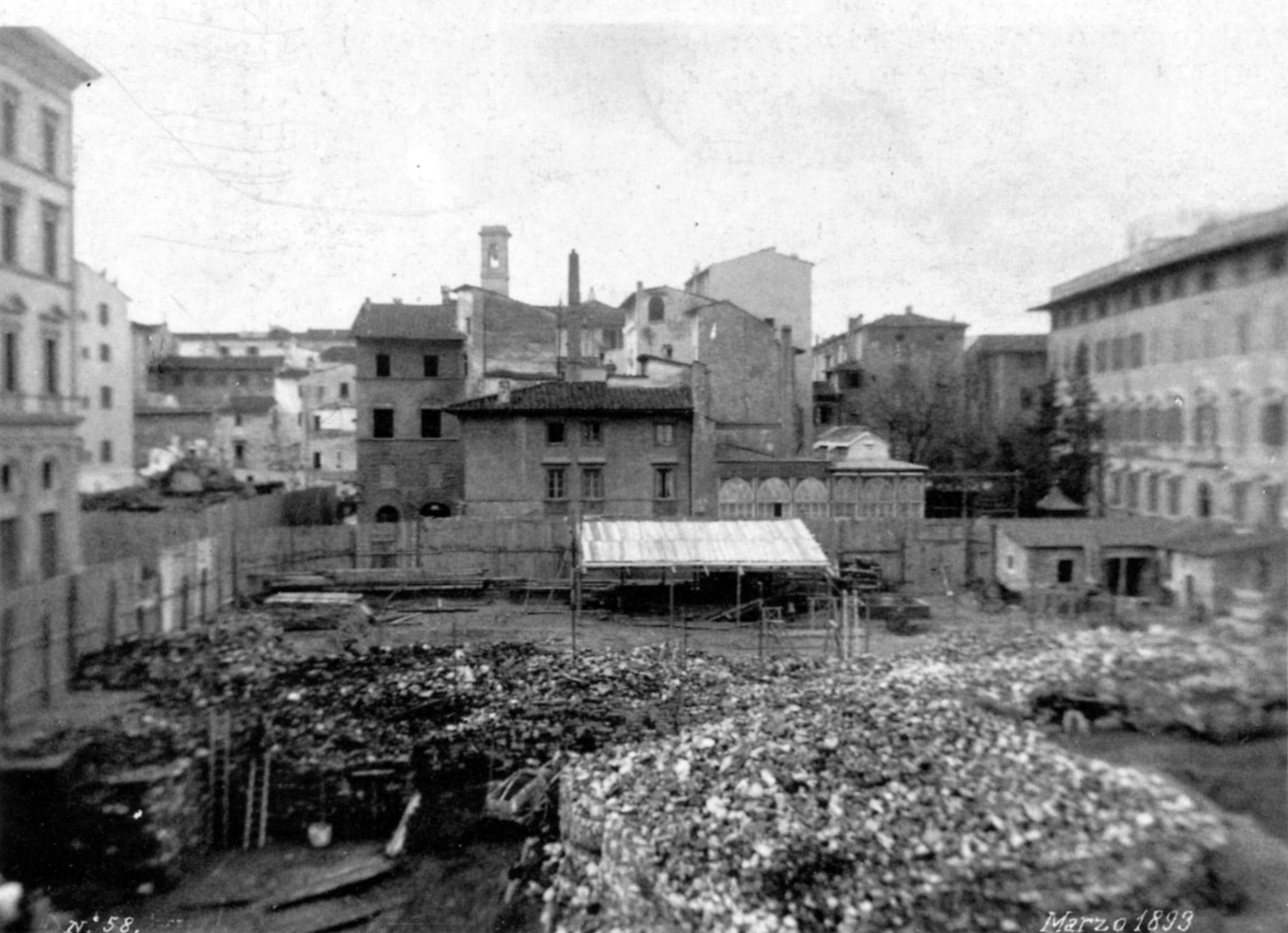
Il fabbricato di San Leo, al centro, dopo la demolizione del Ghetto
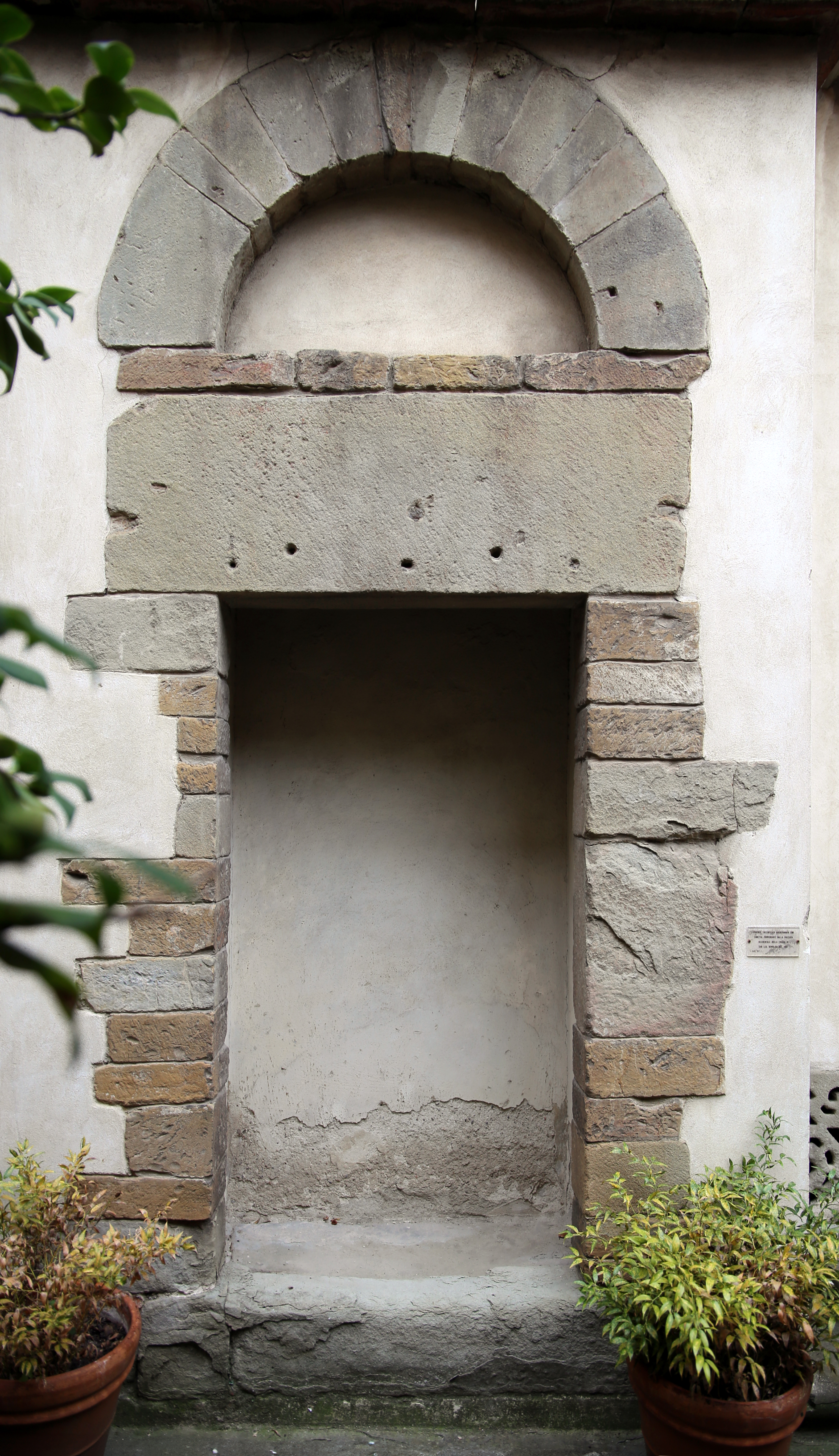
Portale orientale di San Leo, nel Museo di San Marco
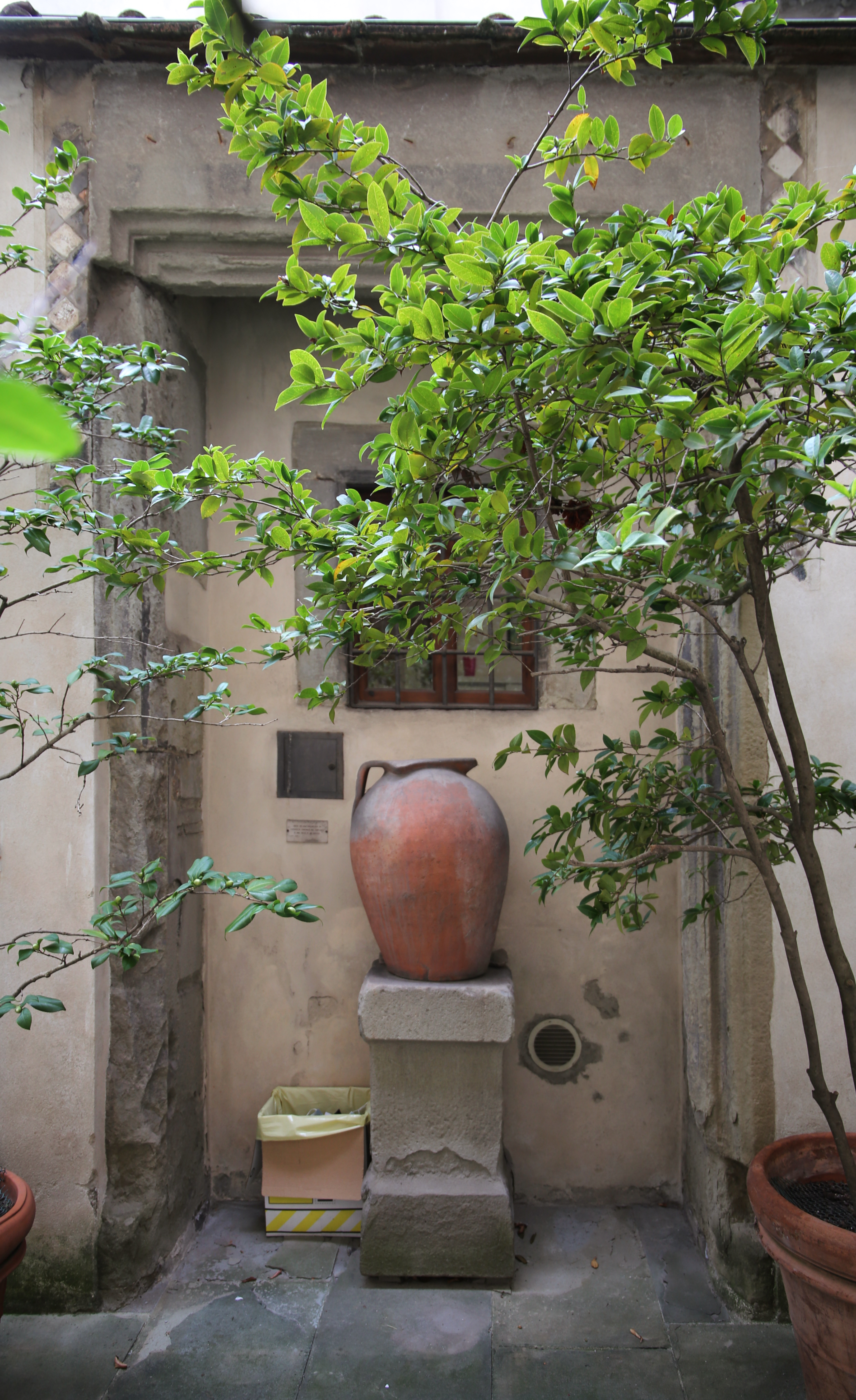
Portale occidentale di San Leo, nel Museo di San Marco
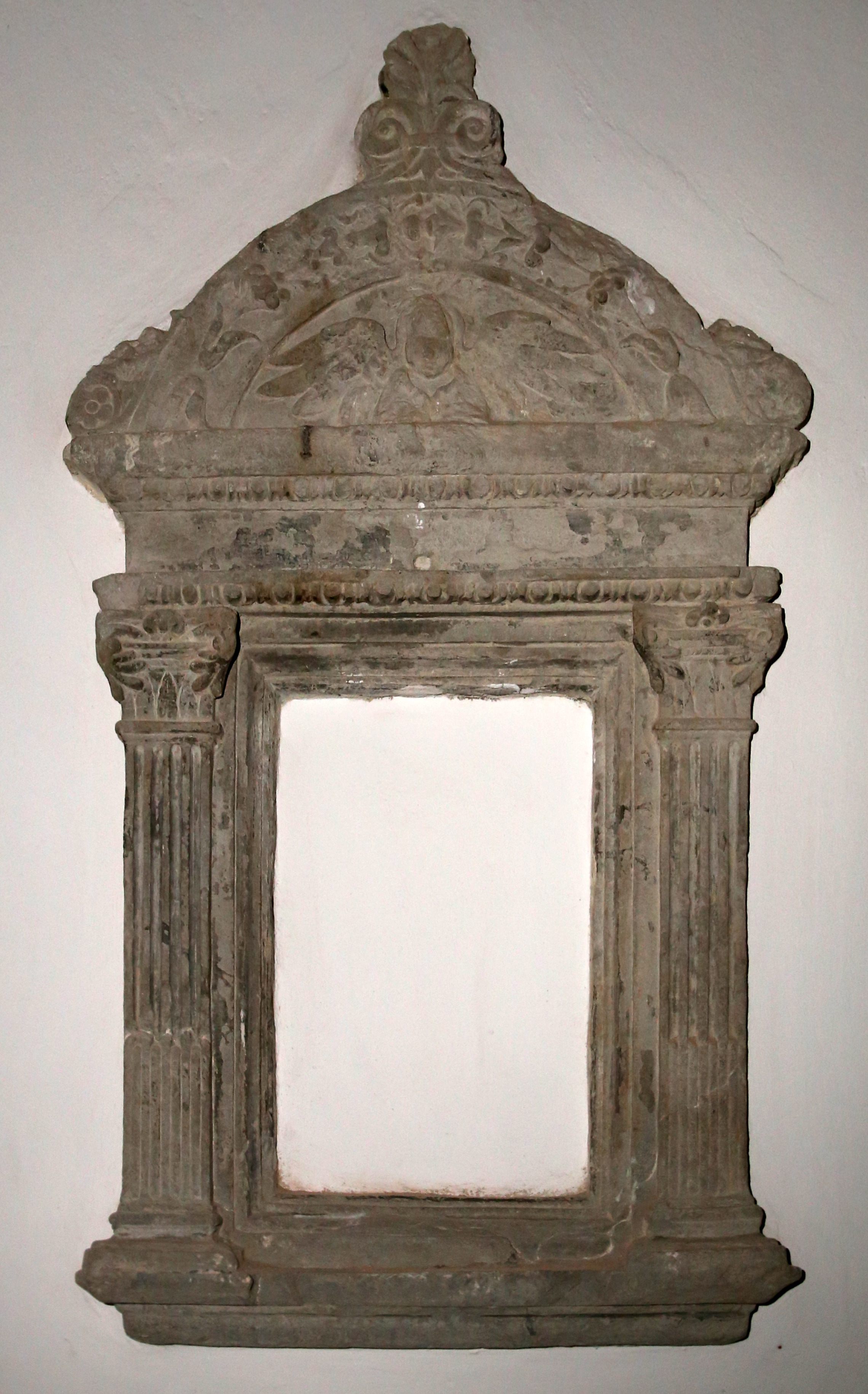
Tabernacolo, oggi nel palagio di Parte Guelfa